# RC Production
Die RC Production GmbH & Co. KG (bis Dezember 2020 RC Production Kunze & Wunder GmbH & Co. KG) ist ein Produktionsunternehmen für die Synchronisation von Filmen mit Sitz in Potsdam.

## Geschichte
Das Unternehmen wurde 1995 von Rasema Cibic gegründet. Seit Gründung des Bundesverbands deutscher Synchronproduzenten (BVDSP) im Jahr 2006 ist RC Produktion Mitglied desselben. Das Unternehmen ist Mitglied bei dem 2011 gegründeten Synchronverband e. V. – Die Gilde. 2008 übernahmen Tobias Kunze und Christian Wunder die Leitung des Unternehmens, Kunze und Wunder wurden 2015 zusätzlich noch die Eigentümer der Hermes Synchron. 2020 stieg Kunze aus, seitdem leitet Wunder sowohl die RC Production, als auch die Hermes alleine weiter.

## Produktionen
Das Unternehmen synchronisiert vor allem Kinofilme aus Hollywood.

### Filme (Auswahl)
| 1999 - Matrix 2005 - Brokeback Mountain - Batman Begins 2006 - Blood Diamond - Eragon – Das Vermächtnis der Drachenreiter - Little Miss Sunshine 2007 - Spider-Man 3 - Der goldene Kompass - Todeszug nach Yuma - Die Ermordung des Jesse James durch den Feigling Robert Ford - I’m Not There - Departed – Unter Feinden 2008 - The Dark Knight - John Rambo - Unter Kontrolle - Death Race - Get Smart - Stop Loss - Wild Child - Shutter – Sie sehen dich - Inside - Der Vorleser (ADR Aufnahmen) 2009 - Coraline - Beim Leben meiner Schwester - Love Happens - Jennifer’s Body – Jungs nach ihrem Geschmack - Helen - Das Geheimnis des Regenbogensteins - Marley & Ich - Notorious B.I.G. - Defiance – Für meine Brüder, die niemals aufgaben - Sturm - Friday the 13th - Dance Flick – Der allerletzte Tanzfilm - Der Fluch – The Grudge 3 - My Sister’s Keeper - Fighting - 12 Rounds - Mitternachtszirkus – Willkommen in der Welt der Vampire 2010 - The Tourist - Jackass 3D - The Kids Are All Right - Wall Street: Geld schläft nicht - Das A-Team – Der Film - Scott Pilgrim gegen den Rest der Welt - Konferenz der Tiere - Verlobung auf Umwegen - Kick-Ass - Zu scharf um wahr zu sein - Valentinstag - The Book of Eli - Der Ghostwriter - Umständlich verliebt - Somewhere - Carlos – Der Schakal - So spielt das Leben - Black Death - Nightmare on Elm Street - Our Family Wedding - My Soul to Take - Gullivers Reisen – Da kommt was Großes auf uns zu - Engel des Bösen – Die Geschichte eines Staatsfeindes 2011 - Happy New Year - The Darkest Hour - The Descendants – Familie und andere Angelegenheiten - Conan - Von der Kunst, sich durchzumogeln - Honey 2 – Lass keinen Move aus - Zwei an einem Tag - Contagion - Wie ausgewechselt - Brautalarm - Win Win - Senna - La Lisière – Am Waldrand - Drive Angry | 2012 - The Dark Knight Rises - Familientreffen mit Hindernissen - The Lucky One – Für immer der Deine - Chernobyl Diaries - Wir kaufen einen Zoo - ParaNorman - Chronicle – Wozu bist Du fähig? - American Pie: Das Klassentreffen - Hinter der Tür - Spieglein Spieglein – Die wirklich wahre Geschichte von Schneewittchen - Headhunters - Contraband 2013 - Taffe Mädels - Hitchcock - Der Große Gatsby - The Purge – Die Säuberung - To the Wonder - We Steal Secrets: Die WikiLeaks Geschichte 2014 - Manolo und das Buch des Lebens - Boyhood - Birdman oder (Die unverhoffte Macht der Ahnungslosigkeit) - Inherent Vice – Natürliche Mängel - Transcendence - Godzilla - Die Boxtrolls - The Purge: Anarchy - Tammy – Voll abgefahren - Gone Girl – Das perfekte Opfer 2015 - Cake - Codename U.N.C.L.E. - San Andreas - Spy – Susan Cooper Undercover - Aloha – Die Chance auf Glück - Big Business – Außer Spesen nichts gewesen - Malala – Ihr Recht auf Bildung - Kingsman: The Secret Service - Dating Queen - The Visit - Pitch Perfect 2 - Regression - Mortdecai – Der Teilzeitgauner - Knight of Cups - Macbeth 2016 - Eddie the Eagle – Alles ist möglich - Störche – Abenteuer im Anflug - Dirty Grandpa - Spotlight - Ride Along: Next Level Miami - Kubo – Der tapfere Samurai - Everybody Wants Some!! - War Dogs - The Purge: Election Year - Absolutely Fabulous: Der Film - The Light Between Oceans - Nerve - Der Vollposten - Lights Out - Nocturnal Animals - Hell or High Water - Ben-Hur - Mr. Church 2017 - Logan Lucky - Abgang mit Stil - Split - Ghost in the Shell - Boston - Plötzlich Papa - John Wick: Kapitel 2 - Annabelle 2 - Es - Dunkirk - Die Verführten - Get Out - Gregs Tagebuch – Böse Falle! - Kingsman: The Golden Circle - Song to Song - Happy Family - Assassin’s Creed 2018 - The Happytime Murders |